# Karl Stigler
Karl Stigler (též Karl Stiegler či Karl von Stigler, 29. května 1865 Vídeň – 11. března 1926 Vídeň) byl rakouský stavitel a architekt.

## Život
V letech 1883–1888 studoval na Technické univerzitě ve Vídni. Poté pracoval jako projektant ve firmě Redlich & Berger.
V roce 1899 se stal stavebním radou. V roce 1905 založil firmu Ing. Karl Stigler (spolu s Aloisem Rousem jako tichým společníkem). V roce 1907 byl jmenován rytířem Řádu Františka Josefa a v roce 1908 vrchním stavebním radou.

## Dílo

### Stavby v Praze
- 1905 – Palác banky Allianz, čp. 1081, Náměstí Republiky 7, Praha 1 – Staré Město, interiér přepracovali v roce 1924 Ernst Mühlstein a Victor Fürth.